# Xianju Ling
Xianju Ling (chinesisch 線鋸領 ‚Stichsägerücken‘) ist ein 99 m hoher Hügel an der Ingrid-Christensen-Küste des ostantarktischen Prinzessin-Elisabeth-Lands. Er ragt nordöstlich des Lake Ferris und nahe dem Westufer der Blair Bay im Nordosten der Halbinsel Stornes in den Larsemann Hills auf.
Chinesische Wissenschaftler benannten ihn 1993 im Zuge von Vermessungsarbeiten.